# NGC 271
NGC 271 је спирална галаксија у сазвежђу Кит која се налази на NGC листи објеката дубоког неба.
Деклинација објекта је - 1° 54' 38" а ректасцензија 0h 50m 41,9s. Привидна величина (магнитуда) објекта NGC 271 износи 12,2 а фотографска магнитуда 13,0. NGC 271 је још познат и под ознакама UGC 519, MCG 0-3-12, CGCG 384-13, IRAS 00481-0210, PGC 2949.